# Luisa Rodríguez de la Fuente
Luisa Rodríguez de la Fuente (Madrid, 1921 - ibídem, 5 de agosto de 1939), sastra de profesión, fue una de Las Trece Rosas, mujeres españolas fusiladas el 5 de agosto de 1939 en las tapias exteriores del cementerio de la Almudena tras acabar la guerra civil, junto a 46 hombres. Todos fueron acusados de pertenecer a las Juventudes Socialistas Unificadas (JSU) o al Partido Comunista de España (PCE).

## Trayectoria
Luisa Rodríguez nació en Chamartín de la Rosa. Se había afiliado a las JSU en 1936. Al acabar la guerra se encontró un día con Julián Muñoz Tárrega mientras paseaba por la que había sido Avenida de la Libertad, en el barrio de Tetuán, junto a su amiga Antonia Torre Yela. Muñoz Tárrega informó a ambas que la JSU se había vuelto a organizar. Les animó, por ello, a unirse al grupo dirigido por Sergio Ortiz en Chamartín de la Rosa. En este sector también participaron Ana López Gallego, Victoria Muñoz García, Elena Gil Olaya y Martina Barroso García. Fue nombrada responsable de un grupo y se le pidió que contactara con otros cinco militantes. Según su propia declaración, solo había conseguido contactar con un primo suyo. Ella reconoció que había sido parte de una célula comunista de la calle de Mateo Inurria. Dos vecinas atestiguaron a su favor diciendo que habían observado en ella una buena conducta pese a ser comunista.
Un policía que conocía su filiación comunista la denunció y fue detenida el 28 de abril de 1939, siendo la primera de las Trece Rosas en entrar en la cárcel de mujeres de Ventas. Así ingresó en prisión el 1 de mayo de 1939. No fue llevada al departamento de menores creado a iniciativa de María Sánchez Arbós, presa de la cárcel, aunque le hubiera correspondido por edad.
En el expediente núm. 30. 426, una testigo, sin aludir directamente a Rodríguez, menciona que en el domicilio de Blanca Brissac (otra de las Trece Rosas), se planeaba un intento de complot contra el general Franco el día del desfile en el primer Año de la Victoria; sin embargo, esta circunstancia, considerada hoy en día como incierta, fue descartada, no siendo acusada de ello. El asesinato de Rodríguez, junto al de las otras Rosas y los Cuarenta y tres Claveles, es considerado como una represalia por el atentado que realizaron otros tres militantes de las JSU contra el Comandante de la Guardia Civil y miembro del Servicio de Información y Policía Militar franquista, Isaac Gabaldón, su hija y el conductor José Luis Díez Madrigal. Sin embargo, Rodríguez nunca fue acusada de ello, al no haber tenido ninguna de las rosas relación con dicho hecho, ya que estaban encarceladas al momento de suceder.
En otra causa abierta contra ella, la 9376, admitió haber ingresado en el PCE en 1937, siendo nombrada a los dos meses secretaria de organización de una célula de barrio.
Fue condenada a muerte porque resultó probado que era "jefe de uno de los grupos de las JSU". Su primo, Isidro Hernández de la Fuente también fue condenado a muerte en la misma causa.
La sentencia de la causa judicial, con fecha 3 de agosto, fue aprobada ese mismo día por la Auditoría de Guerra, pero en el texto se hacía constar que la ejecución de las penas de muerte permanecería en suspenso hasta que se recibiera el enterado del general Franco, Jefe del Estado. La sentencia se ejecutó el día 5 sin esperar a recibir ese enterado, que no fue firmado hasta el día 13. Las instancias de indulto no fueron cursadas por la directora Carmen Castro.